# Совмен, Хазрет Меджидович
Хазре́т Меджи́дович Совмен (адыг. Шъэумэн Хьазрэт Мэджыдэ ыкъор; род. 1 мая 1937, а. Афипсип, Хакуратинский район (ныне Тахтамукайский район, Адыгея), Адыгейская АО, Азово-Черноморский край, РСФСР, СССР) — российский предприниматель, государственный и политический деятель. Президент Республики Адыгея с 8 февраля 2002 по 13 января 2007.
Меценат и благотворитель. Почётный житель города Красноярска.

## Биография

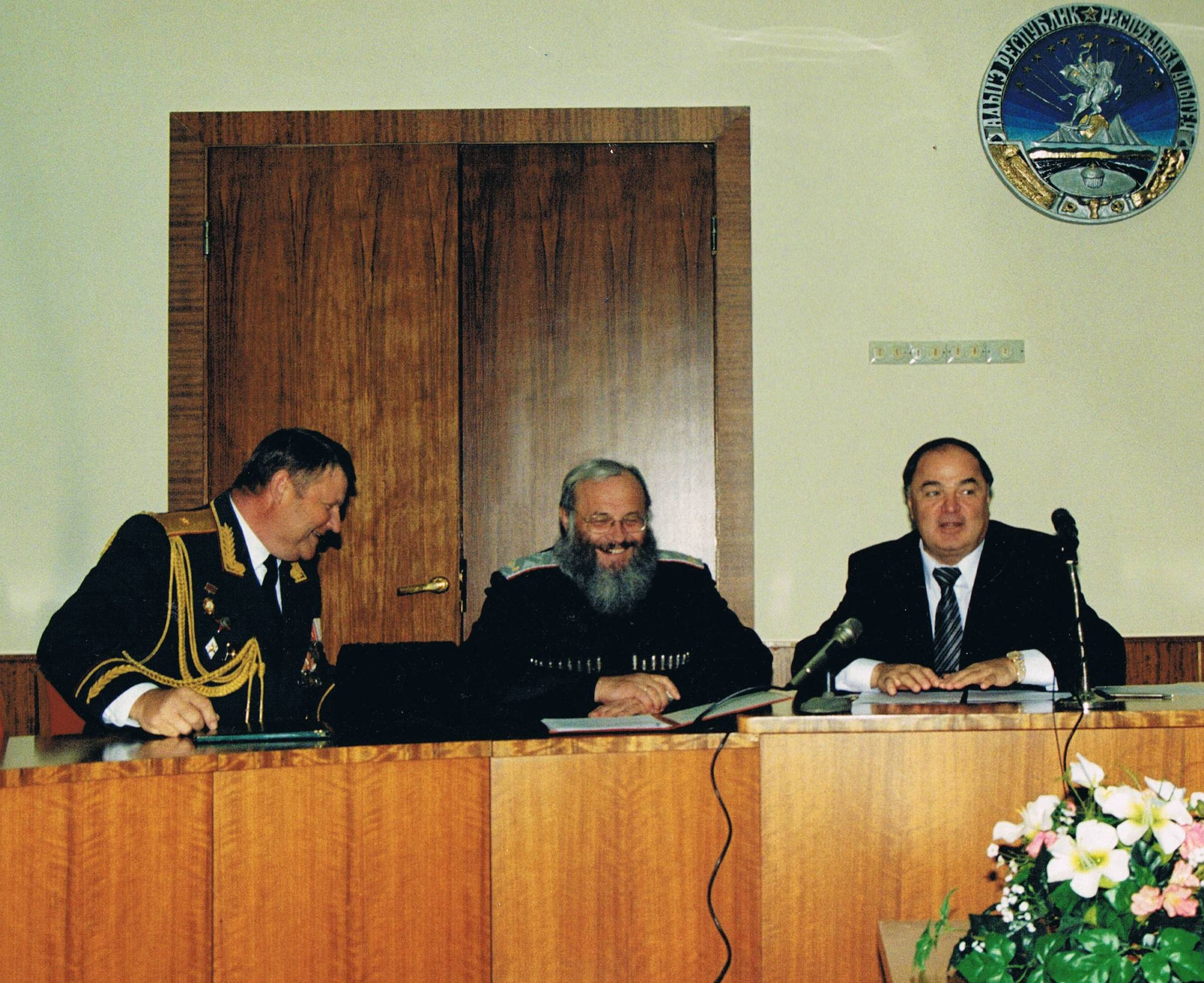
Генерал-майор Дорофеев А. А., казачий генерал Громов В. П. и Совмен Х. М. Майкоп. 2001 год

Родился 1 мая 1937 года в ауле Афипсип Хакуратинского района Адыгейской автономной области Азово-Черноморского края (ныне Тахтамукайский район Республики Адыгея), этнический шапсуг. Служил на Черноморском флоте на офицерской должности. Окончил Ленинградский горный институт. Доктор технических наук.
С 1956 по 1958 год работал механиком отдела культуры Октябрьского района Краснодара.
С 1961 года работал водителем и машинистом бульдозера на золотодобывающих предприятиях Чукотки, Магаданской области и в арктической зоне Красноярского края (остров Большевик). В 1962—1963 годах — заведующий отделом культуры Аяно-Майского района Хабаровского края. В 1963 году был избран заместителем председателя золотодобывающей артели «Восход». В 1966 году избран заместителем председателя крупнейшей в СССР золотодобывающей артели «Союз» (Магаданская область), а в 1969 году её возглавил. С 1980 года руководил артелью «Полюс» (Красноярский край), после преобразования артели в ЗАО «Золотодобывающая компания „Полюс“» занимал пост президента этой компании.
В середине 1980-х Совмен попал под кампанию против руководителей старательских артелей, работавших по принципу хозрасчета. Совмен был незаконно арестован за дачу взятки, но вскоре амнистирован и восстановлен на посту председателя «Полюса».
13 января 2002 года Х. Совмен победил на выборах президента Республики Адыгея, набрав более 69,74 % голосов избирателей. Инаугурация состоялась 8 февраля 2002 года. Член Высшего Совета партии Единая Россия.
За время его руководства в правительстве республики сменилось семь премьер-министров, шесть министров сельского хозяйства, пять министров печати. Вступив должность президента Республики Адыгея, Х. М. Совмен продал ЗАО «Полюс» комбинату «Норильский никель» за 7,4 млрд рублей ($226 млн). В рейтинге миллиардеров России в 2006 году журнал «Финанс» оценил состояние Хазрета Совмена в 11 млрд рублей (116-е место).
13 января 2007 года его сменил на посту президента Аслан Тхакушинов.

## Награды
- Орден «За заслуги перед Отечеством» II степени (9 августа 2003) — за большой вклад в укрепление российской государственности, дружбы и сотрудничества между народами[5]
- Орден «За заслуги перед Отечеством» III степени (12 марта 1997) — за заслуги перед государством и большой личный вклад в развитие золотодобывающей промышленности[6]
- Орден «За заслуги перед Отечеством» IV степени (8 июля 2022) — за активную общественную и благотворительную деятельность[7]
- Орден «Знак Почёта»
- Медаль «Слава Адыгеи»
- Орден «Честь и слава» I степени (Абхазия, 29 сентября 2005) — за значительный вклад в становление мира и дружественных отношений на Кавказе, активную помощь и поддержку, оказываемые Абхазии в укреплении её государственности[8]
- Благодарность Президента Российской Федерации (6 декабря 2006) — за большой вклад в социально-экономическое развитие Республики и многолетнюю добросовестную работу[9]
- Почётный гражданин Майкопа, Северо-Енисейского района, Красноярска и Красноярского края[10]
- Орден «Слава и Честь» (2012)[11]
- Медаль «Герой труда Кубани» (6 июня 2017) — за многолетнюю плодотворную деятельность, большой личный вклад в укрепление дружбы и сотрудничества Краснодарского края и Республики Адыгея
- Знак отличия «За трудовые заслуги» (Красноярский край, 29 мая 2013) — за большой вклад в развитие Красноярского края

### Именем Совмена названы
- «Современный медицинский центр им. Х. М. Совмена — клиника XXI века» — аул Афипсип, Тахтамукайский район, Республика Адыгея
- Детский дом-лицей им. Х. М. Совмена — Красноярск
- улица в ауле Афипсип, Тахтамукайский район, Республика Адыгея
- улица в ауле Псейтук, Тахтамукайский район, Республика Адыгея
- улица в ауле Тахтамукай, Тахтамукайский район, Республика Адыгея
- улица в ауле Кошехабль, Кошехабльский район, Республика Адыгея
- улица в ауле Панахес, Тахтамукайский район, Республика Адыгея
- улица в ауле Новая Адыгея, Тахтамукайский район, Республика Адыгея
- 4 переулка в ауле Панахес, Тахтамукайский район, Республика Адыгея
- Общественный благотворительный фонд им. Х. М. Совмена